# Gaetano Cantoni (architetto)
Gaetano Cantoni (Muggio, 1745 – Genova, 5 novembre 1827) è stato un architetto svizzero, attivo soprattutto in Liguria.

## Biografia
Di famiglia ticinese, originaria di Muggio presso Mendrisio, proveniva da una famiglia di architetti. Il padre era l'architetto Pietro Cantoni, a Genova al servizio della repubblica come architetto militare. Fratello di Gaetano è l'illustre architetto Simone Cantoni, che lavorò prevalentemente in Lombardia dove elaborò una forma di neoclassicismo più monumentale e contrapposta a quello del Piermarini (palazzo Serbelloni a Milano per esempio).
Cantoni si era formato all'Accademia Ligustica di Belle Arti in un periodo in cui in questa Scuola l'insegnamento dell'architettura verteva principalmente sull'architettura militare, secondo un indirizzo consono all'attività del padre Pietro Cantoni, che era stato capo delle maestranze nella costruzione del forte di Santa Tecla (uno dei forti di Genova). Questo portava a trascurare e sminuire l'architettura civile; l'architetto era chiamato "capo d'opera" in senso spregiativo. Tale indirizzo era stato modificato dall'architetto Emanuele Andrea Tagliafichi, che si era recato a Roma in viaggio di studi per rivalutare l'insegnamento. Stesso percorso aveva seguito Gaetano Cantoni, che pure fece un viaggio a Roma poco dopo, facendo suoi i modi del neoclassicismo romano.
Nel 1778 Gaetano affianca il più illustre fratello Simone Cantoni nella ricostruzione del Palazzo Ducale di Genova. Nell'occasione conosce G. B. Liutardi, sindaco di Porto Maurizio (oggi confluito nel comune di Imperia), che gli conferisce in seguito l'incarico per ricostruire il Duomo di Porto Maurizio.
Per il Duomo di Porto Maurizio Gaetano Cantoni si pone come modello le forme della Basilica di Santa Maria Assunta di Genova, dell'architetto rinascimentale Galeazzo Alessi. Ma se da una parte eleva tale esempio a vessillo del suo neoclassicismo, dall'altro lo travisa per il modificare la forma circolare della planimetria  facendola tendere all'ellisse. Il duomo imperiese fu costruito a partire dal 1781; la sua fabbrica proseguì sino alla morte del Cantoni, avvenuta il 5 novembre 1827.
Nel 1785 Gaetano Cantoni inizia la costruzione della nuova chiesa collegiata di San Giovanni Battista parrocchiale di Pieve di Teco, che termina nel 1806.
Nel 1787 il Cantoni viene invitato a Pietra Ligure, per una consulenza sulla volta della costruenda Chiesa parrocchiale di S. Nicolò che era in parte crollata. 
In Genova prese parte a varie realizzazioni architettoniche e proposte urbanistiche. Tra le varie opere ricordiamo:
- Ricostruzione in stile neoclassico della facciata della medioevale chiesa di Santa Sabina; Cantoni parte qui dalla sua versione del neoclassicismo, impostata su una personale rivisitazione dello schema alessiano della basilica di Carignano.
- Progetta la cappella di Santa Caterina presso la chiesa della Santissima Annunziata di Portoria. Dal resoconto dell'Alizeri, Gaetano Cantone assieme al nipote Lorenzo Fontana, nel 1791 presentava i disegni, ed erano entrambi denunciati dal Tagliafichi per plagio del proprio progetto; della controversia si conosce solo il disegno del Tagliafichi, non realizzato, con cupola sporgente, invenzione adottata anche da Gaetano Cantoni per il cantiere di Pieve di Teco, la cui progettazione era però anteriore.

I rapporti familiari sono molto stretti tra i Fontana e i Cantoni; ad esempio Simone Cantoni aveva sposato la nipote Giuseppina Fontana, sorella di Lorenzo. Come riflesso di questi legami nell'attività architettonica si mantiene una precisa continuità progettuale; morto Gaetano Cantoni la sua opera procede ininterrotta nei progetti dei parenti rimasti, sino a Luigi Fontana che nel 1860 progetta la parrocchiale di Mendrisio con la composizione planimetrica del Duomo di Porto Maurizio e l'applicazione in facciata di un campanile simile alla collegiata di Pieve di Teco.

## Esempi di opere

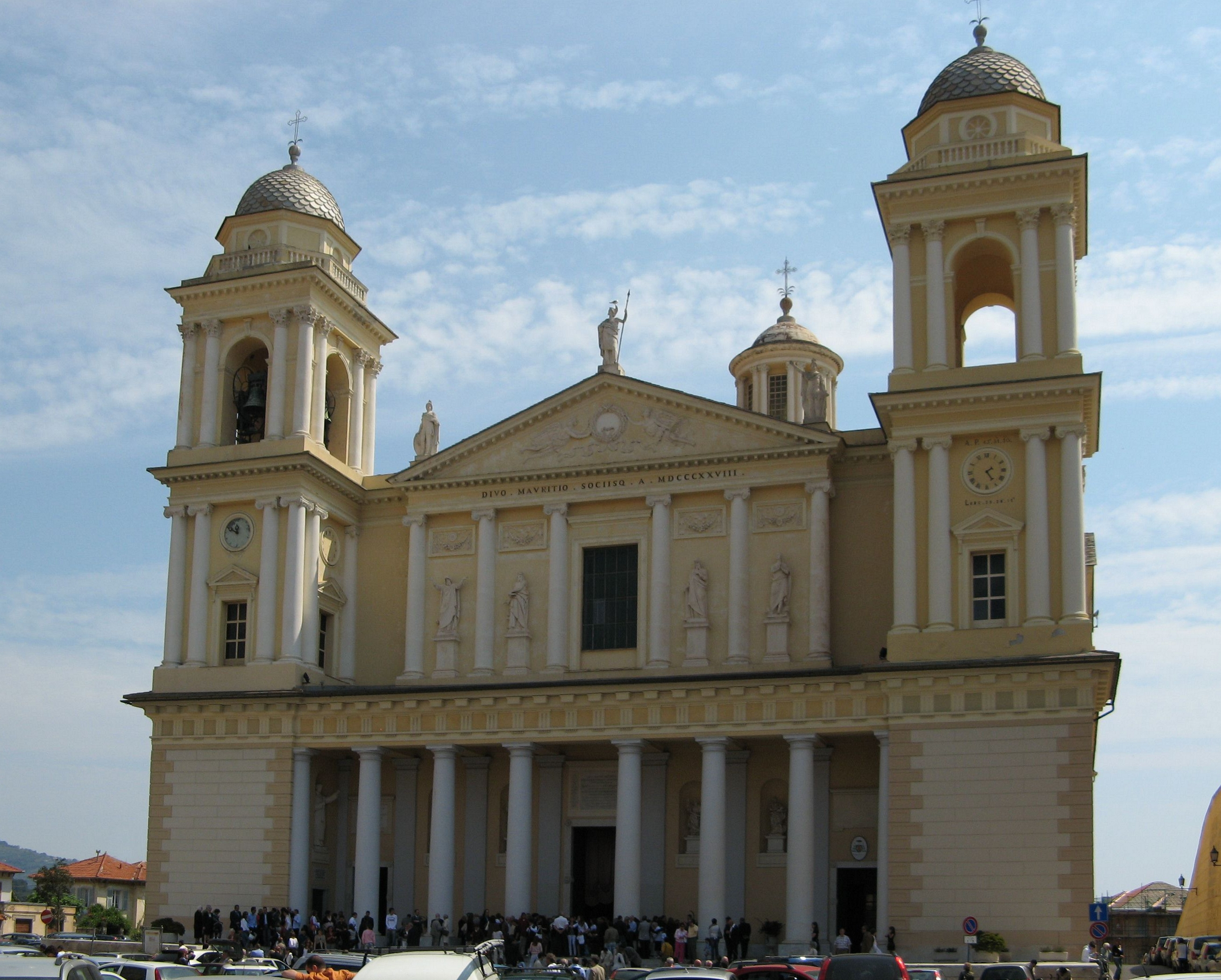
Basilica di San Maurizio presso Porto Maurizio (Imperia)
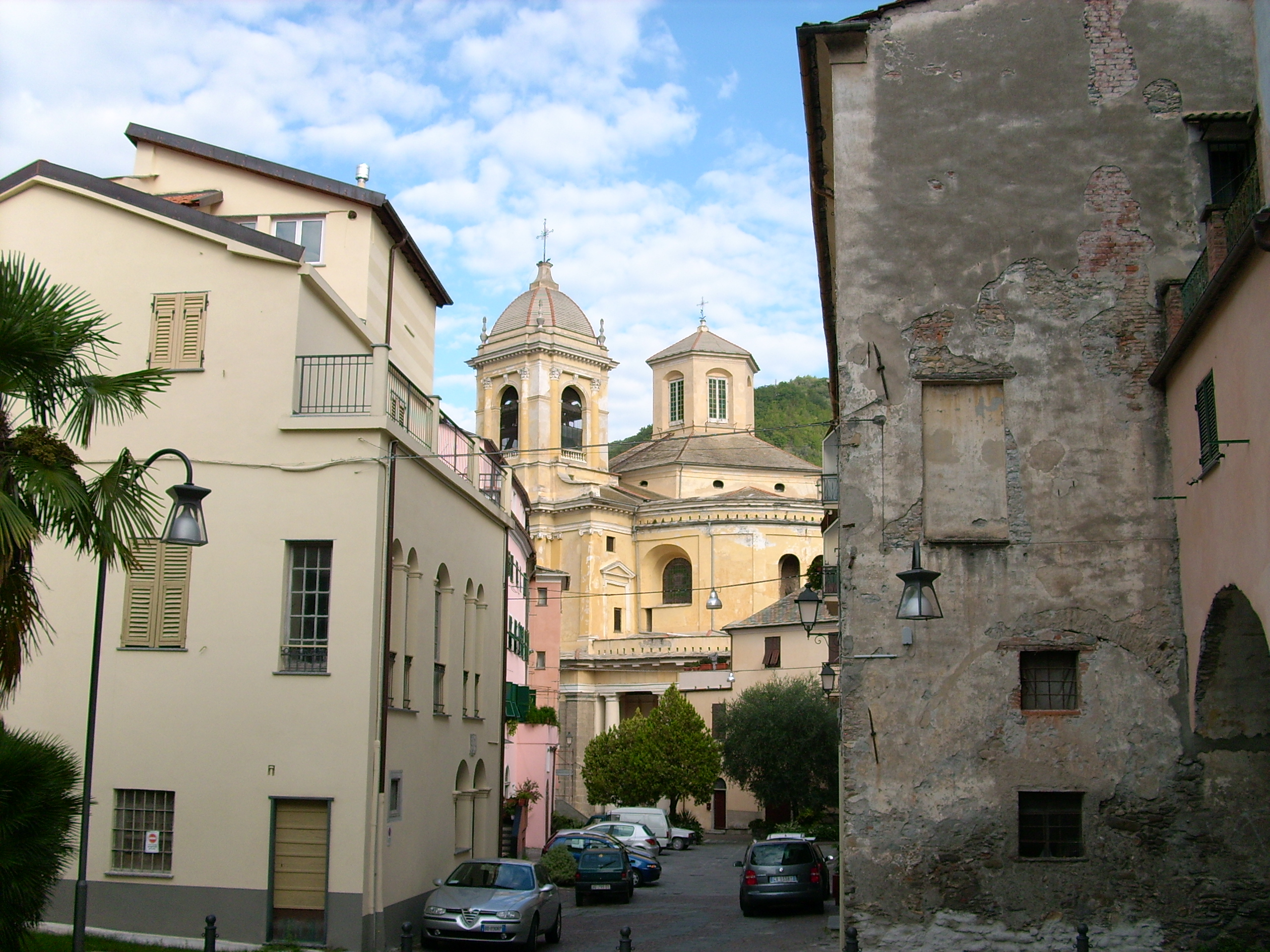
Collegiata di San Giovanni Battista presso Pieve di Teco